# Anatomie des arthropodes

Les différents sclérites du squelette externe d'un crustacé amphipode.

Cette page porte sur l'anatomie des arthropodes.

## Composantes
Les principales composantes de l'anatomie des arthropodes sont :
- Tête ou Céphalothorax :
  - Antennes
  - Pièces buccales
- Thorax
- Abdomen
  - Patte des arthropodes